# Вирджиния Елиза Клем По
Вирджиния Елиза По (на английски: Virginia Eliza Clemm Poe, по баща Клем) е съпругата на Едгар Алън По.
Двамата са първи братовчеди и сключват брак, когато Вирджиния е на 13, а По на 27. Според някои биографии отношенията между тях са повече братски, отколкото съпружески и двамата така и не правят секс. През януари 1842 г. тя се разболява от туберкулоза и страда от болестта няколко години. На 30 януари 1847 г. Вирджиния умира в тяхната семейна къща, тогава извън Ню Йорк.
Заедно с други семейни членове Вирджиния Клем и Едгар Алан По живеят заедно няколко години преди да сключат брак. Писателят постоянно си търси работа в различни градове и това ги принуждава да се местят многократно. Те живеят в много градове, включително Балтимор, Филаделфия и Ню Йорк. Няколко години след сватбата си, По се замесва в голям скандал с Франисис Сарджент Осгуд и Елизабет Елет. Слуховете за любовниците на съпруга ѝ повлияват на Вирджиния до такава степен, че на смъртното си ложе тя твърди, че Елет я е убила. Днес тялото ѝ лежи до това на съпруга ѝ в гробището на Уестминстърската църква в Балтимор, Мериленд. Само един-единствен портрет с акварелни бои на Вирджиния По е оцелял. Той е нарисуван след смъртта ѝ.
Болестта и впоследствие настъпилата смърт на съпругата му имат огромен ефект върху Едгар По, който изпада в депресия и се обръща към пиенето, за да се справи. Писателят често използва темата за смъртта на красива жена в своите творби вероятно заради загубата на любимата си. Такива негови разкази и поеми са например „Анабел Ли“, „Лигея“, „Улалум“, „Линор“, „Овалният портрет“ и най-известната му творба „Гарванът“.

## Биография

### Ранни години
Вирджиния Елиза Клем По е родена 15 август 1822 и е кръстена на по-голямата си сестра, която умира като бебе само 10 дни, преди Вирджиния да се роди. Баща ѝ, Уилям Клем младши, е търговец от Балтимор. Той се жени за Мария По, майката на Вирджиния, на 12 юли 1817, след смъртта на предишната си жена, първата братовчедка на Мария, Хариет. От предишния си брак Уилям има 5 деца и му се раждат още 3 по време на този. След смъртта си пред 1826, той не оставя голямо наследство на семейството си и то остава много бедно. Мария издържала семейството като шивачка, а всяка година болната ѝ майка Елизабет Кеърнес ѝ изпращала по 240 долара от годишната си пенсия. Елизабет получавала тази пенсия след смъртта на съпруга си, капитан Дейвид По, бивш интендант.
Едгар Алън По за първи път среща Вирджиния през август 1829, четири месеца след като излиза от армията. По това време тя е на 7 години. През 1832 семейството използва пенсията на Елизабет, за да наеме къща на улица „Амити“ 3 в Балтимор. По-големия брат на Едгар, Уилям, който живял със семейството, починал на 1 август 1831. По живее със семейството в къщата от 1833 и скоро се влюбва в съседката си, Мари Девро. Младата Вирджиния била използвана от Едгар, за да му донася кичури от косата на Девро. Елизабет Кеърнес По умира на 7 юли 1835, с което спира и получаването на основния приход на семейството, което изпада в още по-тежко финансово състояние. Хенри, братът на Вирджиния, също умира скоро, малко преди началото на 1836, което прави Вирджиния единственото оцеляло дете на Мария Клем.
През август 1835 По напуска бедстващото семейство и се премества в Ричмънд, Вирджиния, за да работи в Саутърн Литерари Месинджър. Докато Едгар е далече от Балтимор, друг негов братовчед, Нейлсън По, съпругът на полусестрата на Вирджиния Джозефин Клем, дочува, че По е смятал да се ожени за Вирджиния. Нейлсън предлага да вземе и да я изучи, за да е готова за брак с Едгар на тази сравнително млада възраст. По обвинява Нейлсън, който е собственик на вестник в Балтимор, че иска да разруши връзката му с Вирджиния и го обявява за „най-големия си враг“. На 29 август 1835 той пише емоционално писмо до Мария, за която твърди, „че е ослепял от вълнение докато е пишел“ и в което иска ръката на Вирджиния. Също така твърди, че ако Мария, Вирджиния и Хенри се преместят в Ричмънд, той би могъл да ги издържа със заплатата от Саутърн Литерари Месинджър.

### Сватба
Плановете за сватбата са приети и Едгар се връща в Балтимор за да се сгоди на 22 септември 1835. Двойката има възможност само за скромна сватба, тъй като нямат достатъчно средства. Единствената публична церемония била през май 1836, когато те били оженени от презвитериански свещеник, наречен Амаса Конверсе. По бил на 27, а Вирджиния на 13, но тогавашното законодателство не позволявало встъпване в брак преди навършване на пълнолетие (21 години), така че тя лъже, че е на 21. Сватбата била записана в Ричмънд и влючвала писмените показания на Томас Клилънд, които потвърждавали факта за малката възраст на булката. Церемонията се извършва вечерта в дома на г-жа Джеймс Ярингтън, собственичка на пансиона, в който са отседнали Едгар, Вирджиния и Мария. Ярингтън помага на Вирджиния да изпече сватбения сладкиш и да приготви сватбената вечеря. След това двойката отива на кратък меден месец в Питърсбърг, Вирджиния.
Тогава тема за дебат станала възрастта на двойката и тяхната кръвна връзка. Според биографа на По Артър Хобсън Куин това не било необичайно по това време, както и това, че Едгар наричал съпругата си „Сиси“ или „Сис“. Друг биограф на писателя, Кенет Силвърман, казва, че сватбите между първи братовчеди не били необичайни по това време (обикновено това се правело, за да се задържат парите в семейството), но възрастта на булката била. Според други връзката между Клем и По била по-скоро като тази между брат и сестра, отколкото между съпруг и съпруга. Някои учени, като например Мари Бонапарт, смятат много от творбите на Едгар за автобиографични и според тях Вирджиния е умряла девствена, тъй като нейния съпруг никога не е консумирал брака. Тази интерпретация довежда до мнението, че тя е вдъхновила главната героиня в поемата на По Анабел Ли, която е описана така: „девица... наречена Анабел Ли“. Биографът на писателя Джоузеф Ууд Круч е на мнение, че той не се е нуждаел от жена така „както нормалните мъже“, а само като извор на вдъхновение и грижа, и никога не се интересувал сексуално от жените. Според приятелите на Едгар, двойката не е споделяла легло в първите две години от брака си, но са имали нормален брачен живот между 16-ия рожден ден на Вирджиния и нейното заболяване.
Вирджиния и Едгар винаги са описвани като щастлива и отдадена двойка. Работодателя на По Джордж Рекс Греъм описва така тяхната връзка: „неговата любов към нея е нещо като възторжения култ към духа на красотата“. Веднъж По пише до свой приятел, че „не среща никой по-красив от неговата млада съпруга“. От своя страна, с поред много източници, Вирджиния почти идолизирала съпруга си. Обикновено седяла близо до него, когато пишел, подреждала нрговите химикали и грижливо прибирала неговите ръкописи. Показва любовта си в акростих, който тя написва на 23-годишна възраст, на 14 февруари 1846, по случай Свети Валентин. Първите букви на стиховете образуват EDGAR ALLAN POE. Този акростих е:
Ever with thee I wish to roam -

Dearest my life is thine.

Give me a cottage for my home

And a rich old cypress vine,

Removed from the world with its sin and care

And the tattling of many tongues.

Love alone shall guide us when we are there -

Love shall heal my weakened lungs;

And Oh, the tranquil hours we'll spend,

Never wishing that others may see!

Perfect ease we'll enjoy, without thinking to lend

Ourselves to the world and its glee -

Ever peaceful and blissful we'll be.

### Скандалът с Осгуд и Елет
„Клюките на много езици“ („tattling of many tongues“) в поемата на Вирджиния са сигнал за настоящи скандали. През 1845 По започва да флиртува с омъжената 34-годишната поетеса Франсис Сарджент Осгуд. Вирджиния е осведомена за това приятелство и понякога го и подкрепяла. Често кани Осгуд вкъщи, смятайки че по-старата жена „обуздава“ Едгар, тъй като той никога не пиел в нейно присъствие.
В същото време друга поетеса, Елизабет Елет се влюбва в По и ревнува от Осгуд. По същото време, в писмо до Сара Хелън Уитман, той нарича тази любов „отвратителна“ и той не могъл да направи нищо „освен да я отхвърли с презрение“. Също така публикува много от нейните стихове, посветени на него в Бродуей Джърнъл, по времето когато е негов редактор. За Елет било известно, че е натрапчива и отмъстителна. Докато посещавала къщата на Едгар в края на януари 1846, тя видяла едно от писмата от Осгуд до По. Според нея, Вирджиния ѝ посочва „страшни абзаци“ в писмото на Осгуд. Елет казва на Осгуд да внимава с неблагоразумията си и предлага на По да върне писмата на Франсис, ръководена от ревност или желание да предизвика скандал. Осгуд изпраща Маргарет Фулър и Ан Линч Бота да предложат на По да върне писмата. Ядосан, По ги нарича „заети“ и казва на Елет „да си търси писмата“, намеквайки ѝ за нейните неблагоразумия. След това събира писмата ѝ и ѝ ги занася вкъщи.
Докато писмата все още не са върнати, Елет предлага на своя брат, полковник Уилям Лъмис, да „поиска писмата от нейно име“. Той не вярвал, че Понякога ще се реши да ги върне и решава да го убие. За да може да се защити, той взема пистолет от Томас Дън Инглиш. Инглиш е приятел на По и взема участие в писането на творбите му. Учил е за доктор и е излязъл от затруднено положение. Той казва за това: „било отдръпване от нечестни намерения“. Ядосан от това, че го наричат лъжец, Едгар предизвиква Инглиш на юмручен бой. След това всеки от двамата твърди, че е победил. Лицето на По е тежко ранено от един от пръстените на Инглиш. Според версията на Едгар, Томас е казал: „Аз дадох на Е. урок, който няма да забрави до деня на смъртта си.“ Освен това, след борбата започват да се разнасят клюките за аферата с Осгуд.

### Болест
По това време, Вирджиния развивала туберкулоза, чийто симптоми се появили още в средата на 1842. Докато тя пее и свири на пианото, внезапно започва да кърви от устата, което Едгар ѝ обяснява като „спукване на кръвоносен съд“. Здравето ѝ се влошава и тя става инвалид, поради което По изпада в тежка депресия, която се засилвата с напредването на болестта. В писмо до своя приятел Джон Инграм, По пише: „По всяко време аз усещам всичките ѝ предсмъртни агонии и при всяко влошаване на болестта аз започвам да я обичам повече и все по-отчаяно да мисля за живота ѝ. Но аз съм изключително чуствителен – нервен в странна степен. Сега аз полудях, но все пак има дълги интервали на ужасен здрав разум“.
Състоянието на Вирджиния непрекъснато се влошавало и семейство По постоянно се местело, с надеждата да се открие достатъчно здравословна среда за нея. Те се местят два пъти във Филаделфия в началото на 40-те години на 19 век и последният им дом там днес се нарича Исторически музей на Едгар Алън По и се намира в Спринг Гардън. В този дом тя била достатъчно добре, за да може да полива цветята, да посреща гости и да пее и свири на пиано. След това, в началото на април 1844, Едгар и Вирджиния се преместили в Ню Йорк, пътувайки с влак и кораб, задвижван с пара. Вирджиния чакала на борда на кораба, докато съпругът ѝ запазвал стая в пансион на улица „Гринуич“. В началото на 1846, Вирджиния споделила на семейната приятелка Елизабет Оукс Смит следното: „Аз знам, че ще умра скоро и знам, че не съм добре, но ще бъда възможно най-щастлива и ще се опитвам да правя и Едгар щастлив“. Тя смятала, че ще бъде ангел-пазител на съпруга си след смъртта си.